# José Pereira dos Santos Cabral
José Pereira dos Santos Cabral ou simplesmente José Cabral (Travanca de Tavares, em Mangualde, 16 de Setembro de 1885 - Lisboa, 10 de Junho de 1950), foi um advogado e deputado da Assembleia Nacional.
Morreu de cancro, em Lisboa, em 10 de Junho de 1950.

## Formação Acadêmica
Formado em Direito pela Faculdade de Direito da Universidade de Coimbra, que entra em 1906 e nesse mesmo ano escreve “A Confissão” a partir de uma conferência realizada em Maio no círculo católico de operários de Viseu.

## Carreira profissional
Foi advogado em Fornos de Algodres, gestor como director-geral dos Serviços Prisionais em (1929), deputado da Assembleia Nacional (1934 - 1950), presidente da direcção da Associação do Patronato das Prisões, director geral dos Serviços Jurisdicionais de Menores, director dos Serviços de Acção Social e Política da Legião Portuguesa, administrador das Companhias Reunidas de Gás e Electricidade, da Companhia das Águas de Lisboa e presidente da assembleia-geral da Companhia de Seguros Europeia.
A 7 de fevereiro de 1935, foi agraciado com o grau de Comendador da Ordem Militar de Sant'Iago da Espada.

## Carreira política
Como monárquico, na Primeira República Portuguesa foi preso em 21 de outubro de 1913.
Depois fez parte do grupo integralismo lusitano e participou na revolta conhecida Monarquia do Norte, que o obrigou a exilar-se na Espanha. Mais tarde foi militante do Movimento Nacional-Sindicalista, chegando a fazer parte do directório do Grande Conselho Nacional.
Aderiu ao Salazarismo à União Nacional, participando no seu 1º congresso, mas rompeu em Março de 1934 com o movimento sindicalista.
Como católico tradicional, na sequência de várias encíclicas papais anteriores, é conhecido por ser o autor do projecto-lei na Assembleia da República do Estado Novo, de 19 de Janeiro de 1935 e aprovada em 12 de Maio do mesmo ano, sobre a proibição das "Sociedades Secretas". Foi publicado um livro, com prefácio do próprio, tendo Fernando Pessoa actuado em defesa das mesmas.

## Ligações exteriores
- José Pereira dos Santos Cabral, Legislaturas: I, II, III, IV, V,
- José Cabral - Monárquico e Nacional-sindicalista (parte I), Almanaque Republicano, por José M. Martins, Vale do Mondego, Coimbra (Portugal), 27 de Fevereiro de 2012
- José Cabral - Monárquico e Nacional-sindicalista (parte II), Almanaque Republicano, por José M. Martins, Vale do Mondego, Coimbra (Portugal), 27 de Fevereiro de 2012